# I Dzsongszok (színművész, 1987)
I Dzsongszok (hangul: 이정석, handzsa: 李ＯＯ, RR: I Jeong-seok; 1987. december 5. –) dél-koreai színművész.
Az Ohio Egyetemen végzett, 2009. február 20-ig az EBS Szengbangszong thokthok ponihani (생방송 톡톡 보니하니, Saengbangsong toktok bonihani) c. műsorában szerepelt.